# Dendrobium concavum
Dendrobium concavum är en orkidéart som beskrevs av Johannes Jacobus Smith. Dendrobium concavum ingår i släktet Dendrobium, och familjen orkidéer. Inga underarter finns listade i Catalogue of Life.